# فروسن
فروسن (به انگلیسی: Ferrocene) با فرمول شیمیایی C۱۰H۱۰Fe یک ترکیب شیمیایی با شناسه پاب‌کم ۱۱۹۸۵۱۲۱ است. که جرم مولی آن ۱۸۶٫۰۴ g/mol می‌باشد. شکل ظاهری این ترکیب، پودر نارنجی روشن است.